# Conus albicans
Conus albicans é uma espécie de gastrópode do gênero Conus, pertencente à família Conidae.